# Ernst Christian Achelis

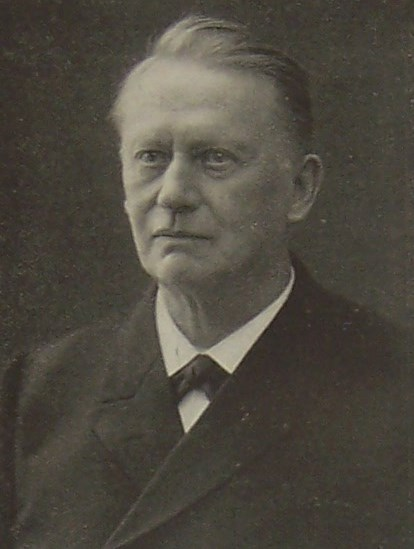
Ernst Christian Achelis.

Ernst Christian Achelis, född den 13 januari 1838 i Bremen, död den 10 april 1912 i Marburg, var en tysk evangelisk teolog, far till kyrkohistorikern Hans Achelis.
Achelis var professor i praktisk teologi i Marburg från 1882 . Samma år blev han hedersdoktor vid universitetet i Halle. Bland han viktigare arbeten märks Lehrbuch der praktischen Theologie (1890) och Grundriss der praktischen Theologie (1893)